# Кептин
Кептин (якут.  ) — село в Горном улусе Якутии России. Административный центр Малтанинского наслега. Большинство жителей якуты.
Население — 612 чел. (2021) .

## География
Село расположено в центральной части Якутии, в долине реки Синей, у озера Кептин и р. Учюгей. Расстояние до улусного центра — села Бердигестях — 180 км к северо-западу
Уличная сеть
представлена 10 географическими объектами:
- Переулок: Новый
- Улицы: ул. Березовая, ул. Колхозная, ул. Лесная, ул. Октябрьская, ул. Советская, ул. Южная
- Участки: уч-к Тонгулах, уч-к Тысагаччы

## История
Согласно Закону Республики Саха (Якутия) от 30 ноября 2004 года N 173-З N 353-III село возглавило образованное муниципальное образование Малтанинский наслег.

## Население
| 2002 | 2010 | 2021 |
| ---- | ---- | ---- |
| 685  | ↘659 | ↘612 |

## Инфраструктура
Животноводство (мясо-молочное скотоводство, мясное табунное коневодство)

## Транспорт
До села идёт автодорога местного значения.